# Амангельдінський сільський округ
Амангельді́нський сільський округ (каз. Амангелді ауылдық округі, рос. Амангельдинский сельский округ) — адміністративна одиниця у складі Єсільського району Північноказахстанської області Казахстану. Адміністративний центр — село Амангельдінське.
Населення — 561 особа (2021; 1000 у 2009, 1681 у 1999, 1745 у 1989).
Станом на 1989 рік існувала Амангельдінська сільська рада (села Амангельдінське, Калиновка, Поялковка, Талапкер). Село Калиновка ліквідовано 2024 року.

## Склад
До складу округу входять такі населені пункти:
| Населений пункт       | Старі назви | Населення, осіб (1989) | Населення, осіб (1999) | Населення, осіб (2009) | Населення, осіб (2021) |
| --------------------- | ----------- | ---------------------- | ---------------------- | ---------------------- | ---------------------- |
| Амангельдінське, село | -           | 869                    | 1029                   | 700                    | 475                    |
| Калиновка, село       | -           | 333                    | 239                    | 46                     | 2                      |
| Поляковка, село       | -           | 228                    | 178                    | 80                     | 43                     |
| Талапкер, село        | -           | 315                    | 235                    | 174                    | 41                     |